# Сан-Веріссіму-де-Тамел
Сан-Веріссіму-де-Тамел (порт. São Veríssimo de Tamel; МФА: [ˈsɐ̃w vɨ.ˈɾi.sɨ.mu dɨ tɐ.ˈmɛɫ]) — парафія в Португалії, у муніципалітеті Барселуш. Розташована в північно-західній частині країни, на теренах історичної португальської провінції Дору-Міню. Входить до складу округу Брага. За адміністративним поділом, чинним до 1976 року, терени парафії були складовою провінції Міню. Належить до Бразької архідіоцезії Католицької церкви. Патрон — святий Верисім. Площа — 3,3256 км². Населення — 3025 ос. (2011). Середньо урбанізований регіон. Густота населення — 909,61 осіб/км²
. Код — 030277.

## Назва
- Тамел (Сан-Веріссіму) (порт. Tamel (São Veríssimo)) — офіційна назва[5].

## Населення
| Кількість мешканців | Кількість мешканців | Кількість мешканців | Кількість мешканців | Кількість мешканців | Кількість мешканців | Кількість мешканців | Кількість мешканців | Кількість мешканців | Кількість мешканців | Кількість мешканців | Кількість мешканців | Кількість мешканців | Кількість мешканців | Кількість мешканців |
| ------------------- | ------------------- | ------------------- | ------------------- | ------------------- | ------------------- | ------------------- | ------------------- | ------------------- | ------------------- | ------------------- | ------------------- | ------------------- | ------------------- | ------------------- |
| 1864                | 1878                | 1890                | 1900                | 1911                | 1920                | 1930                | 1940                | 1950                | 1960                | 1970                | 1981                | 1991                | 2001                | 2011                |
| 618                 | 518                 | 648                 | 567                 | 658                 | 679                 | 735                 | 1 134               | 1 357               | 1 857               | 2 492               | 2 916               | 3 123               | 3 115               | 3 025               |